# مرکز بازپروری
مرکز بازپروری یا مرکز درمان اعتیاد (به انگلیسی: Sober living houses)، امکاناتی هستند که مسکن امن و شرایط زندگی حمایتی و ساختاریافته را برای افرادی که از برنامه‌های بازپروری مواد مخدر خارج می‌شوند، فراهم می‌کنند. مرکز بازپروری به عنوان یک محیط انتقالی بین چنین برنامه‌هایی و جامعه اصلی عمل می‌کنند. بسیاری از مراکز بازپروری افرادی را نیز می‌پذیرند که در حال بهبودی از اختلال سوءمصرف مواد هستند اما اخیراً برنامه توانبخشی را تکمیل نکرده‌اند.